# Stilbella aciculosa
Stilbella aciculosa är en svampart som först beskrevs av Ellis & Everh., och fick sitt nu gällande namn av Seifert 1985. Stilbella aciculosa ingår i släktet Stilbella, ordningen köttkärnsvampar, klassen Sordariomycetes, divisionen sporsäcksvampar och riket svampar.   Inga underarter finns listade i Catalogue of Life.